# Norbanus elongatus
Norbanus elongatus är en stekelart som beskrevs av Yoshimoto och Ishii 1965. Norbanus elongatus ingår i släktet Norbanus och familjen puppglanssteklar. Inga underarter finns listade i Catalogue of Life.